# Station Kaczyce
Station Kaczyce is een spoorwegstation in de Poolse plaats Kaczyce.